# Žalm 41

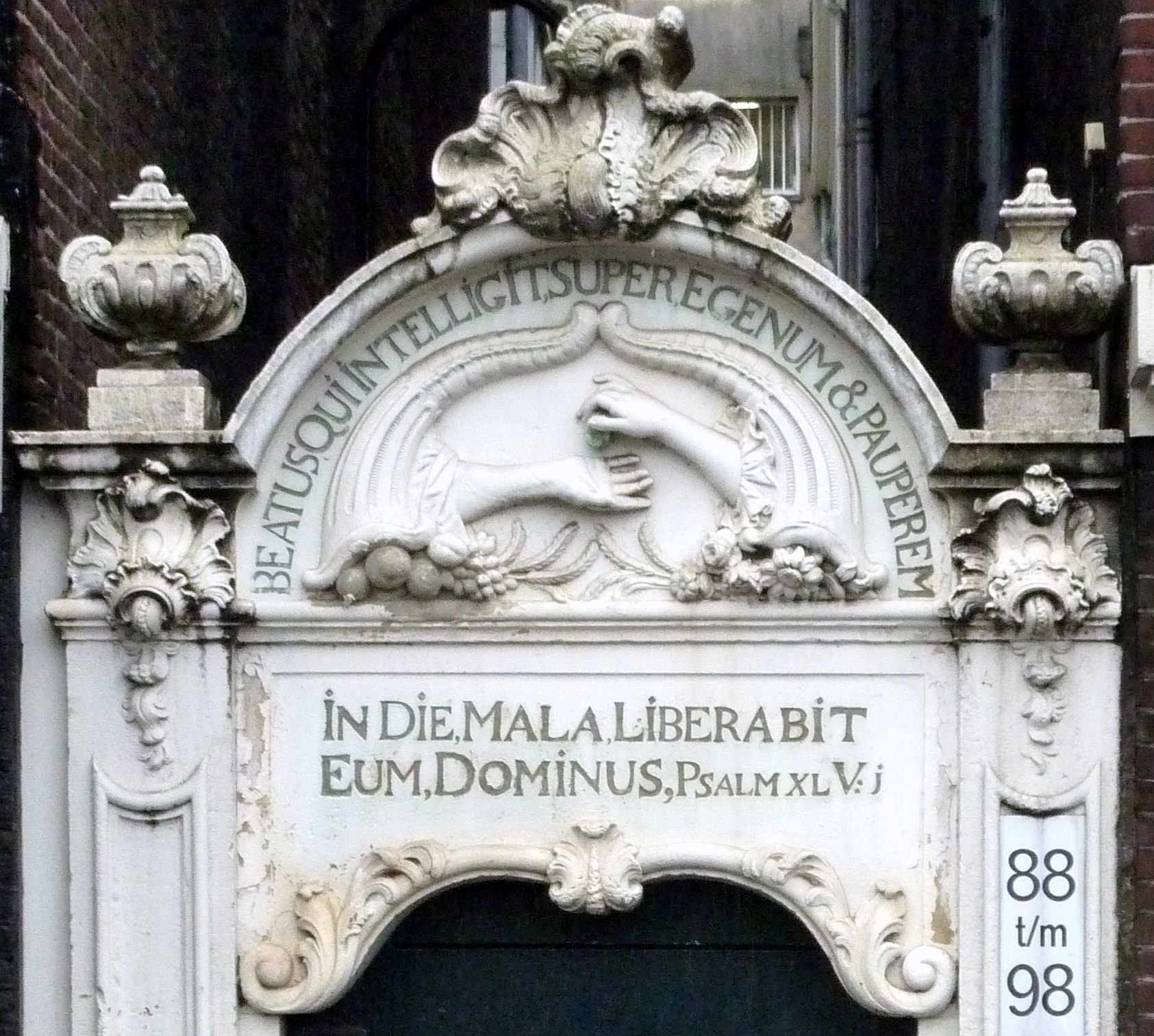
První dva verše žalmu 41 s vyobrazením jako domovní znamení (Amsterdam, Nizozemsko)

Žalm 41 (Blaze tomu, kdo si všímá chudáka a ubožáka, lat. Beatus qui intellegit super egenum et pauperem, podle řeckého překladu žalm 40) je součástí starozákonní Knihy žalmů. Je posledním žalmem 1. knihy žalmů, patří mezi Davidovské žalmy.

## Text
| verš | hebrejský originál                                           | český překlad                                                                                          | latinský překlad (Vulgata)                                                                                            |
| ---- | ------------------------------------------------------------ | --- | --- |
| 1    | לַמְנַצֵּחַ, מִזְמוֹר לְדָוִד                                            | [Pro předního zpěváka. Žalm Davidův.]                                                                  | [In finem psalmus David]                                                                                              |
| 2    | אַשְׁרֵי, מַשְׂכִּיל אֶל-דָּל; בְּיוֹם רָעָה, יְמַלְּטֵהוּ יְהוָה                     | Blaze tomu, kdo si všímá chudáka a ubožáka, za to ho vysvobodí Hospodin v nouzi.                       | Beatus qui intellegit super egenum et pauperem in die mala liberabit eum Dominus                                      |
| 3    | יְהוָה, יִשְׁמְרֵהוּ וִיחַיֵּהוּ--יאשר (וְאֻשַּׁר) בָּאָרֶץ; וְאַל-תִּתְּנֵהוּ, בְּנֶפֶשׁ אֹיְבָיו | Hospodin ho bude chránit, zachová ho naživu, učiní ho šťastným na zemi, nevydá ho zvůli jeho nepřátel. | Dominus conservet eum et vivificet eum et beatum faciat eum in terra et non tradat eum in animam inimicorum eius      |
| 4    | יְהוָה--יִסְעָדֶנּוּ, עַל-עֶרֶשׂ דְּוָי; כָּל-מִשְׁכָּבוֹ, הָפַכְתָּ בְחָלְיוֹ               | Hospodin mu pomůže na bolestném lůžku, v nemoci z něho sejme veškerou slabost                          | Dominus opem ferat illi super lectum doloris eius universum stratum eius versasti in infirmitate eius                 |
| 5    | אֲנִי-אָמַרְתִּי, יְהוָה חָנֵּנִי; רְפָאָה נַפְשִׁי, כִּי-חָטָאתִי לָךְ                 | Volám: Hospodine, smiluj se nade mnou, uzdrav mě, zhřešil jsem proti tobě                              | Ego dixi Domine miserere mei sana animam meam quoniam peccavi tibi                                                    |
| 6    | אוֹיְבַי--יֹאמְרוּ רַע לִי; מָתַי יָמוּת, וְאָבַד שְׁמוֹ                       | Moji nepřátelé zle o mně mluví: „Kdy už zemře, kdy zanikne jeho jméno?“                                | Inimici mei dixerunt mala mihi quando morietur et peribit nomen eius                                                  |
| 7    | וְאִם-בָּא לִרְאוֹת, שָׁוְא יְדַבֵּר--לִבּוֹ, יִקְבָּץ-אָוֶן לוֹ; יֵצֵא לַחוּץ יְדַבֵּר      | Kdo přijde navštívit, jen naprázdno tlachá, v srdci si nasbírá špatnost, pak vyjde ven a pomlouvá.     | Et si ingrediebatur ut videret vane loquebatur cor eius congregavit iniquitatem sibi egrediebatur foras et loquebatur |
| 8    | יַחַד--עָלַי יִתְלַחֲשׁוּ, כָּל-שֹׂנְאָי; עָלַי--יַחְשְׁבוּ רָעָה לִי                  | Všichni, kdo mě nenávidí, si spolu o mně šeptají a vymýšlejí proti mně špatné věci:                    | In id ipsum adversum me susurrabant omnes inimici mei adversus me cogitabant mala mihi                                |
| 9    | דְּבַר-בְּלִיַּעַל, יָצוּק בּוֹ; וַאֲשֶׁר שָׁכַב, לֹא-יוֹסִיף לָקוּם                  | „Postihla ho nevyléčitelná nákaza!“ nebo: „Kdo tak ulehl, už nevstane!“                                | Verbum iniquum constituerunt adversus me numquid qui dormit non adiciet ut resurgat                                   |
| 10   | גַּם-אִישׁ שְׁלוֹמִי, אֲשֶׁר-בָּטַחְתִּי בוֹ-- אוֹכֵל לַחְמִי;הִגְדִּיל עָלַי עָקֵב         | I můj přítel, jemuž jsem důvěřoval, který jídal z mého chleba, strojil mi úklady                       | Etenim homo pacis meae in quo speravi qui edebat panes meos magnificavit super me subplantationem                     |
| 11   | וְאַתָּה יְהוָה, חָנֵּנִי וַהֲקִימֵנִי; וַאֲשַׁלְּמָה לָהֶם                          | Ty však, Hospodine, smiluj se nade mnou, postav mě na nohy, ať jim to splatím!                         | Tu autem Domine miserere mei et resuscita me et retribuam eis                                                         |
| 12   | בְּזֹאת יָדַעְתִּי, כִּי-חָפַצְתָּ בִּי: כִּי לֹא-יָרִיעַ אֹיְבִי עָלָי                  | Z toho poznám že mě máš rád, když můj sok nade mnou nezajásá.                                          | In hoc cognovi quoniam voluisti me quoniam non gaudebit inimicus meus super me                                        |
| 13   | וַאֲנִי--בְּתֻמִּי, תָּמַכְתָּ בִּי; וַתַּצִּיבֵנִי לְפָנֶיךָ לְעוֹלָם                     | Mne však zachováš bez úhony, navěky mě postavíš před svou tvář                                         | Me autem propter innocentiam suscepisti et confirmasti me in conspectu tuo in aeternum                                |
| 14   | בָּרוּךְ יְהוָה, אֱלֹהֵי יִשְׂרָאֵל--מֵהָעוֹלָם, וְעַד הָעוֹלָם: אָמֵן וְאָמֵן           | Požehnaný Hospodin, Bůh Izraele, od věků až na věky! Staň se, staň se!                                 | Benedictus Dominus Deus Israhel a saeculo et in saeculum fiat fiat                                                    |

## Užití v liturgii

### V křesťanství
V katolické církvi jej svatý Benedikt z Nursie v rámci benediktinské řehole začlenil do modliteb matutina.
Při modlitbě breviáře se žalm modlívá v rámci nešpor prvního pátku v měsíci.

### V judaismu
V judaismu je žalm užíván při svátku Roš ha-šana. Spis Šimuš Tehilim („Užití Žalmů“), jehož autorem je zřejmě židovský učenec Chaj Ga'on (939–1038), navíc uvádí, že recitace 41. žalmu je vhodná pro toho, kdo byl sesazen z postu, na nějž byl dosazen někdo jiný.